# EXILE MAKIDAI
EXILE MAKIDAI（エグザイル マキダイ、1975年10月27日 - ）は、日本の元ダンサー、DJ、俳優。EXILE、PKCZのメンバー。J Soul Brothers、RATHER UNIQUEの元メンバー。
神奈川県横浜市出身。身長180cm。血液型O型。

## 略歴
横浜市立西本郷小学校を卒業後、横浜市立西本郷中学校に進学。川崎市への転居に伴い、中学2年から川崎市立宮前平中学校に通った。東京高等学校を卒業。神奈川大学経済学部貿易学科を中退。
中学時代にダンスを始め、高校時代はZOOのメンバーが講師を務めるダンススタジオに通った。
1994年、MATSU、USAらとダンスチームBABY NAILを結成。
1996年、大学を中退しニューヨークに留学。
BABY NAILとして活動する中でJapanese Soul BrothersのBOBBYに声を掛けられる。BOBBYを介してHIROと知り合い、HIROに誘われ1999年にJ Soul Brothersを結成。
2001年9月27日、J Soul Brothers改めEXILEとして始動。
2003年、RATHER UNIQUEを結成。同グループではラッパーとして活動。
2015年6月22日、MATSU、ÜSAと共に年内をもってパフォーマーとしての活動は引退することを発表。同年12月31日のTBS系『CDTVスペシャル! 年越しプレミアライブ 2015→2016』がパフォーマーとして最後の活動となった。

### DJ
2002年、EXILEの1stアルバム『our style』収録曲から"DJ MAKIDAI"として始動。
2008年8月27日、初のミックスCD『Treasure MIX』を発売。
2014年、PKCZとしても始動。

## 人物
- 小中学生時代は野球をしていた[5]。
- 2016年12月24日、『三代目 J Soul Brothers LIVE TOUR 2016-2017 "METROPOLIZ"』の北海道公演にPKCZとして出演するため札幌に向かう途中、乗っていた車の交通事故により、肋骨骨折、肺挫傷など全治2、3カ月の怪我を負った[10]。悪天候で札幌行きの飛行機が欠航となり新幹線で函館に到着後、車で札幌に向かっていた矢先の出来事であった。路面はアイスバーン状態だったという[11]。2017年1月31日、レギュラー出演していた情報番組『ZIP!』にて仕事復帰した[12]。

### 家族
- 2018年12月31日に16歳下の一般女性と結婚。3年の交際期間を経て結婚に至った[13]。2020年10月15日に第1子男児[14]、2023年4月12日に第2子男児が誕生した[15]。

## 参加グループ
- USK（1991年 - 不明）[16]
- BABY NAIL（1994年 - 1998年）
- HIP HOP JUNKEEZ (1998年）[17]
- J Soul Brothers（1999年 - 2001年）
- EXILE（2001年9月27日 - ）
- RATHER UNIQUE（2003年 - 2006年9月）
- Sound Goes Around（2014年 - ）[18][19]
- PKCZ®（2014年 - ）

## 出演

### テレビドラマ
- ホットマン2（2004年10月 - 12月、TBS） - 池上オサム 役
- DVDドラマ「ON THE WAY COMEDY 道草 Vol.2 さきかけのぺんぺん草編 -TAXI Q-」（2007年6月20日）
- 連続テレビ小説「瞳」（2008年3月 - 9月、NHK） - KEN 役
- 恋のから騒ぎ 〜LoveStoriesV〜「金星から来た女」（2008年10月10日、日本テレビ） - 有馬宗斎 役
- コーセーコスメポートドラマスペシャル「探偵M」（2009年10月28日、日本テレビ） - 主演・M 役
- 町医者ジャンボ!!（2013年7月 - 9月、読売テレビ） - 主演・鶴田正義 役
- ビンタ!〜弁護士事務員ミノワが愛で解決します〜 第3話（2014年10月16日、読売テレビ） - 蕎麦屋 役

### 映画
- 渋谷区円山町（2007年3月） - 主演・ヤマケン 役
- きみに届く声（2008年9月） - 主演・北岡雄一郎 役
- 白夜（2009年9月） - 主演・木島立夫 役
- キラー・ヴァージンロード（2009年9月） - 江頭賢一 役
- 恋するナポリタン 〜世界で一番おいしい愛され方〜（2010年9月） - 主演・槇原佑樹 役
- 俺たちの明日（2014年4月） - 主演・不動龍 役

### 舞台
- 劇団EXILE 第一回公演「太陽に灼かれて」（2007年9月20日 - 10月8日） - 伊達 役
- CLOSER（2010年2月19日 - 28日） - ラリー 役
- リーディングドラマ「LOVE LETTERS」（2011年2月14日） - アンディ 役
- 劇団EXILE W-IMPACT「レッドクリフ 〜戦〜」（2011年8月13 - 8月24日） - 主演・曹操 役
- 劇団EXILE公演「影武者独眼竜」（2012年10月） - 主演・伊達政宗 役

### テレビ番組
- EXH〜EXILE HOUSE〜（2009年4月 - 2010年3月、TBS） - MC
- さんま&EXILEの世界に一つだけの歌（2009年12月30日・2010年4月9日、テレビ朝日） - MC [20]
- 週刊EXILE（2010年1月 - 2014年7月、TBS） - MC
- ZIP!（2011年4月 - 2018年3月、日本テレビ） - 火曜メインパーソナリティー
- D.LEAGUE Monthly Magazine（2021年3月 - 、WOWOW） - MC[21]
- KURUNE -next music live-（2022年3月 - 2023年9月、BSJapanext） - MC[22]

### CM
- TOYOTA「WISH」（2009年 - 2012年）
- 明治「Fran」（2009年8月）
- KOSEコスメポート「Cosmagic」（2009年）
- ロート製薬「ロートジー」（2010年）
- キリンビバレッジ「大人のキリンレモン」（2010年 - 2012年）[23]
- 富士通「ARROWS」（2011年9月 - 2012年）[24]
- リクルート「ホットペッパー グルメ」（2011年11月 - 2012年）
- GREE「聖戦ケルベロス」（2012年）
- 富士通「ARROWS Tab Wi-Fi」（2012年）[25]
- 日本コカ・コーラ「コカ・コーラ ゼロ」（2013年6月 - 2014年）
- beats by dr. dre（2014年）
- 洋服の青山（2015年）
- バンダイナムコエンターテインメント「太鼓の達人」（2015年）[26]

### ラジオ
- OH! MY RADIO（2005年4月 - 2009年12月、J-WAVE）
- Music Unlimited TOKYO VAGABOND（2014年4月 - 2015年3月、J-WAVE） - 月曜ナビゲーター[27]
- LDH PERFECT YEAR 2020 RADIO（2019年10月 - 2021年3月、JFN）[28][29]
- TOKYO M.A.A.D SPIN（2021年1月 - 、J-WAVE） - 金曜ナビゲーター [30]

### 声優
- エグザムライ（2008年） - MAKIDAI 役
- ハンコック（2008年） - レイ・エンブリー〈ジェイソン・ベイトマン〉 役（日本語吹き替え）

### ミュージックビデオ
- MISIA「つつみ込むように…」（1998年）[31]
- COLOR「ain't so easy」（2008年）[32]
- RED DIAMOND DOGS「RED SOUL BLUE DRAGON」（2018年）[33]
- iScream「つつみ込むように...」（2022年）[31]
- EXILE ATSUSHI「You Own My Heart」（2023年）[34]

### 連載
- リアルサウンド「EXILE MUSIC HISTORY」（2020年10月 -）[35]
- OCEANS「衣装動源」（2021年6月号 - 、ライトハウスメディア）[36]

### その他
- EMPORIO ARMANI イメージモデル（2010年 - 2011年）[37]
- 国連WFP協会「ゼロハンガーチャレンジ〜食品ロス×飢餓ゼロ〜」キャンペーンアンバサダー（2020年）[38]
- 東京2020オリンピック聖火リレー 東京都聖火ランナー（2021年）[39]
- 大川家具スペシャルアドバイザー（2022年8月 - 2023年3月）[40]

## 作品

### ミックスCD
順位はオリコン週間ランキング
| 枚 | 発売日        | タイトル                             | 順位 |
| -- | ------------- | ------------------------------------ | ---- |
| 1  | 2008年8月27日 | Treasure MIX                         | 3位  |
| 2  | 2009年5月20日 | DJ MAKIDAI from EXILE Treasure MIX 2 | 4位  |
| 3  | 2011年7月6日  | DJ MAKIDAI from EXILE Treasure MIX 3 | 9位  |
| 4  | 2014年6月18日 | EXILE TRIBE PERFECT MIX              | 7位  |

### コラボレーション・アルバム
- R&B Hiphop Party Presents 4 The Ladyz (2004年03月31日)[41]

### 参加作品
| 発売日         | 曲名                                                             | 収録作品                                                                     |
| -------------- | ---------------------------------------------------------------- | ---------------------------------------------------------------------------- |
| 2002年3月6日   | D.T.B.                                                           | EXILE『our style』                                                           |
| 2002年3月6日   | Feel the Conflict                                                | EXILE『our style』                                                           |
| 2003年2月13日  | DJ MAKIDAI non-stop mix                                          | EXILE『Styles Of Beyond』※初回限定盤DVD                                      |
| 2003年7月9日   | LET ME LUV U DOWN feat. ZEEBRA & MACCHO (OZROSAURUS)             | EXILE『LET ME LUV U DOWN』                                                   |
| 2004年4月28日  | JEEP (Remix)                                                     | V.A.『Hey ANIKI!』                                                           |
| 2004年4月28日  | しあわせになろうよ'04                                            | V.A.『Hey ANIKI!』                                                           |
| 2005年7月20日  | SCREAM                                                           | GLAY×EXILE『SCREAM』                                                         |
| 2009年7月22日  | WON'T BE LONG -LIVE VERSION-                                     | EXILE『THE HURRICANE 〜FIREWORKS〜』                                         |
| 2011年3月9日   | WON'T BE LONG                                                    | EXILE『EXILE COVER』                                                         |
| 2013年8月14日  | SURVIVORS feat. DJ MAKIDAI from EXILE                            | THE SECOND from EXILE『SURVIVORS feat. DJ MAKIDAI from EXILE/プライド』      |
| 2019年8月2日   | Summer Won't Be Back feat. EXILE ATSUSHI 〜EXILE MAKIDAI Remix〜 | MABU『Summer Won't Be Back feat. EXILE ATSUSHI 〜EXILE MAKIDAI Remix〜』     |
| 2019年11月24日 | WON'T BE LONG -2019-                                             | EXILE ATSUSHI × KODA KUMI feat.EXILE MAKIDAI (PKCZ®)『WON'T BE LONG -2019-』 |
| 2025年3月26日  | WON'T BE LONG (EXILE MAKIDAI Remix)                              | 倖田來未『LIVE IN METAVERSE 〜THE BEST〜』                                   |

### 書籍
- キズナ（2016年1月22日、幻冬舎）ISBN 978-4344028760
- EXILE MUSIC HISTORY（2023年2月4日、blueprint） ISBN 978-4909852366 - 著者/監修

## ライブ・イベント

### 合同
- EXILE TRIBE LIVE TOUR 2012 〜TOWER OF WISH〜（2012年4月 - 7月）
- EXILE TRIBE PERFECT YEAR 2014 SPECIAL STAGE DJ MAKIDAI presents "CLUB EXILE"（2014年8月1日 - 8月3日）[43]

### ファンクラブイベント
- BABY NAIL FAN MEETING 2018「ベビネとファンミ in 羽田」（2018年12月27日）[44]
- マキ兄のキズナノツヅキ（2019年5月5日、7月15日、9月25日）
  - マキ兄のキズナノツヅキ〜あわてんぼうのサンタたち〜（2021年12月11日）[45]
  - マキ兄のキズナノツヅキ〜The SESSION〜（2022年4月10日）[46]
- EXILE OFFICIAL FAN CLUB EVENT「ベビネのファンミ2025 〜MATSU 50th Anniversary〜」（2025年5月15日）[47]

### 参加
- EXILE LIVE TOUR 2022 "POWER OF WISH" 〜Christmas Special〜（2022年12月10日 - 12月21日）[48]

## 受賞
- 第1回 CHANGE LIFE OF THE YEAR 2016 アーティスト部門[49]
- 第11回イクメンオブザイヤー2021 エンターテインメント部門[50]